# Tioredoksinski sklop
Tioredoksinski sklop je proteinsko savijanje koje se često javlja u enzimima koji katalizuju formiranje disulfidne veze i izomerizaciju. Sklop nosi ime po kanoničkom primeru proteina sa ovim motivom, tioredoksinu. Ovaj sklop se javlja kod prokariotskih i eukariotskih proteina. Tioredoksinski sklop je primer alpa/beta proteinskog savijanja koji ima oksidoreduktaznu aktivnost. On ima prostornu topologiju koja se sastoji od četvorolančane antiparalelne beta ravni smeštene između tri alfa heliksa. 

## Konzervacija sekvence
Uprkos varijabilnosti sekvenci u mnogim regionima sklopa, tioredoksinski proteini imaju zajedničku sekvencu aktivnog mesta sa dva reaktivna cisteinska ostatka: Cys-X-Y-Cys, gde su X i Y obično hidrofobne aminokiseline. Redukovana forma proteina sadrži dve slobodne tiolne grupe na cisteinskim ostacima, dok oksidovana forma sadrži disulfidnu vezu između njih.

## Primeri
Ljudski proteini sa ovim domenom su :
-{
- DNAJC10
- ERP70
- GLRX3
- P4HB; P5; PDIA2; PDIA3; PDIA4; PDIA5; PDIA6; PDILT
- QSOX1; QSOX2
- STRF8
- TXN; TXN2; TXNDC1; TXNDC10; TXNDC11; TXNDC13; TXNDC14; TXNDC15; TXNDC16; TXNDC2; TXNDC3; TXNDC4;    TXNDC5; TXNDC6; TXNDC8; TXNL1; TXNL3

}-